# ニコルポップ
ニコルポップは、日本の女性アイドルグループ。エイトワン所属。コンセプトは『きみが笑っていたから、気づけば僕も笑っていた』。

## 概要
2024年3月に結成を発表し5月に正式デビュー。2023年末から開催していた「透色ドロップ×翡翠キセキ×新グループ 新メンバーオーディション」を経て結成される。

## 来歴

### 2023年
- 2023年末、「透色ドロップ×翡翠キセキ×新グループ 新メンバーオーディション」が開催。

### 2024年
- 2月24日、新グループ（現在のニコルポップ）のメンバー5人及びグループ結成を発表。[1]。
- 3月24日、YouTube生配信にて、ニコルポップがお披露目。（MC：きしたかの）。
- 3月28日、Music Video『ピチカートニコル』が公開。
- 3月31日、ライブイベント『Beautiful Harmony』@SELENE b2にて初ライブ、プレデビュー。
- 5月6日、『HISUI KISEKI × ニコルポップ デビューライブ「月と星のポルカ」』@SELENE b2にてデビューライブを開催。
- 5月6日、YouTube公式チャンネルにて新番組『ニコルポップ伝染中』が開始。
- 8月12日、Music Video『横顔』が公開。
- 8月18日、Music Video『花火』が公開。
- 8月25日、『ニコルポップ 単独公演「SMILE SUMMER PRINCESS」』@SHIBUYA PLEASURE PLEASUREを開催。
- 10月22日、『ニコルポップ 単独公演「TOY BOX PARTY」』@SELENE b2を開催。

### 2025年
- 1月6日、『透色ドロップ、HISUI KISEKI、ニコルポップ合同新メンバーオーディション』を開始。
- 3月15日、単独公演『COLORFUL SMILE FLOWERS』@SUPERNOVA KAWASAKIを開催。
- 4月19日~5月3日、東名阪にて初の全国ツアー『ニコルポップ お誕生日ツアー』を開催予定。

## メンバー
| 名前                      | 生年月日               | 出身地 | 血液型 | 身長     | 備考                        |
| ------------------------- | ---------------------- | ------ | ------ | -------- | --------------------------- |
| 寺田 すず てらだ すず     | 2008年3月22日（17歳）  | 滋賀県 | O型    | 162.5 cm | 元・ハープスター            |
| 永岡 美桜 ながおか みお   | 2002年3月2日（23歳）   | 愛知県 | O型    | 150 cm   | 元・THE ENCORE(朝日みお)    |
| 星野 諒華 ほしの りょうか | 2000年4月24日（25歳）  | 兵庫県 | AB型   | 160 cm   |                             |
| 水瀬 月 みなせ るな       | 2000年6月20日（25歳）  | 埼玉県 | O型    | 165 cm   | 元・戦乱のEmpress(夏目るな) |
| 矢木 妃那 やぎ ひな       | 2002年12月17日（22歳） | 千葉県 | O型    | 152 cm   |                             |

## 作品

### 配信シングル
| # | タイトル                     | 配信日         |
| - | ---------------------------- | -------------- |
| 1 | 空色                         | 2024年5月1日   |
| 2 | ショコラ                     | 2024年5月1日   |
| 3 | 横顔                         | 2024年8月14日  |
| 4 | 花火                         | 2024年8月21日  |
| 5 | ワガママkiss me              | 2024年8月21日  |
| 6 | なんとか言ってよ！My darling | 2024年10月15日 |
| 7 | カラフルスマイル             | 2025年03月10日 |

### 配信アルバム
| # | タイトル        | 配信日        | 収録曲                                                                                                | 備考 |
| - | --------------- | ------------- | --- | ---- |
| 1 | NICOL POP MUSIC | 2024年3月24日 | 1. ピチカートニコル 2. 秘密のおまじない 3. アツナツ 4. ふぁーすといんぷれっしょん 5. 笑顔でいてほしい |      |

## ライブ・イベント

### ワンマン・ツアー

#### 2024年
- ワンマンライブ
  - 2024/05/06 『HISUI KISEKI × ニコルポップ デビューライブ「月と星のポルカ」』@SELENE b2（東京）※合同ライブ
  - 2024/08/25 『ニコルポップ 単独公演「SMILE SUMMER PRINCESS」』@SHIBUYA PLEASURE PLEASURE（東京）
  - 2024/10/22 『ニコルポップ 単独公演「TOY BOX PARTY」』@SELENE b2（東京）

#### 2025年
- ワンマンライブ
  - 2024/03/15 『ニコルポップ単独公演 『COLORFUL SMILE FLOWERS』@SUPERNOVA KAWASAKI（東京）
- 『ニコルポップ お誕生日ツアー』
  - 2024/09/01 @SUPERNOVA KAWASAKI（神奈川）
  - 2025/04/19 @IMAIKE CLUB3STAR（愛知）
  - 2025/04/20 @ROCKTOWN（大阪）
  - 2025/05/03 @白金高輪SELENE b2（東京）

### 単独ライブ

#### 2024年
- 2024/05/25 『永岡美桜&星野諒華 合同生誕祭『永野。』@SHIBUYA VIDENT
- 2024/05/25 『寺田すず生誕祭「すずはまだ17だから」』@SHIBUYA VIDENT
- 2024/06/23 『水瀬月生誕祭2024』@SHIBUYA DIVE
- 2024/07/07 『ニコルポッププロモーションライブ「今日、野外ステージに立ちたかった私たち」』@SHIBUYA VIDENT
- 2024/08/12 『ニコルポップ プロモーション公演「CHARMS LIVE」』240812@恵比寿CreAto
- 2024/08/31 『ニコルポップ プロモ公演「SWEET DEVIL’S NIGHT」』@SHIBUYA DIVE
- 2024/10/12 『ニコルポップ プロモーション公演「CHARMS LIVE」』@CLUB CRAWL
- 2024/10/29 『ニコルポップハロウィーーーーーーン』@恵比寿CreAto
- 2024/12/14 『ニコルポップ プロモーション公演「CHARMS LIVE」』@DESEOmini
- 2024/12/15 『矢木妃那生誕祭』@SHIBUYA DESEO
- 2024/12/24 『超ニコニコクリスマス2024』@SHIBUYA DIVE
- 2024/12/29 『ニコルポップ プロモーション公演「CHARMS LIVE」』@SHIBUYA DIVE

#### 2025年
- 2025/03/02 『「永岡美桜生誕祭2025」~君と作る青春~』@DESEOmini
- 2025/03/21 『ニコルポップ プロモーション公演 「CHARMS LIVE」』@恵比寿CreAto
- 2025/03/23 『寺田すず生誕祭「すずはまだ17だから。2。」』@新宿WALLY
- 2025/04/04 『ニコルポップ プロモーション公演「CHARMS LIVE 1HOUR』」@SHIBUYA DESEO
- 2025/04/13 『ニコルポップ プロモーション公演「CHARMS LIVE 1HOUR」』@CLUB CRAWL